# Ever Decreasing Circles
Ever Decreasing Circles é um sitcom britânico que foi exibido na BBC1 por quatro temporadas, de 1984 até 1989.
O sitcom foi escrito por John Esmonde e Bob Larbey, reunindo eles com Richard Briers, o protagonista da série anterior deles, The Good Life. A história gira em torno de Martin Bryce, interpretado por Briers, um homem de meia-idade obcecado com organização, sua mulher Ann, interpretada por Penelope Wilton, e Paul, um ex-oficial britânico interpretado por Peter Egan, que acaba virando um oponente de Martin por ser corajoso, bonito e charmoso.

## Personagens e trama
Briers interpreta Martin Bryce, um obsessivo, de meia-idade, um homem no centro de sua comunidade local suburbana em East Surrey. Esse caráter relativamente antipático foi a antítese de Tom Good.

## Popularidade
O seriado foi votado número 52 na pesquisa de 2003 da BBC para a lista de "Melhor Sitcom Britânico]]". No seu auge, o seriado atraía uma audiência de aproximadamente 12 milhões de pessoas
The show was voted number 52 in the BBC's Britain's Best Sitcom poll in 2003. At its peak it attracted television audiences of around 12 million people.

## Elenco
| Personagem    | Ator             |
| ------------- | ---------------- |
| Martin Bryce  | Richard Briers   |
| Ann Bryce     | Penelope Wilton  |
| Paul Ryman    | Peter Egan       |
| Howard Hughes | Stanley Lebor    |
| Hilda Hughes  | Geraldine Newman |

## DVD
As temporadas completa de Ever Decreasing Circles estão disponíveis em um DVD Região 2 pelo Cinema Club.